# صفاء كرمان
صفاء عبد السلام كرمان هي صحفية يمنية. في عام 2010 انضمت صفاء إلى قناة الجزيرة وأصبحت أول امرأة يمنية تنضم إلى الشبكة وأصغر امرأة تحصل على أعلى تغطية إخبارية في ذلك الوقت.
ولدت صفاء في مدينة تعز اليمنية في 5 يونيو 1987 ، لكنها نشأت في العاصمة صنعاء. إنها الأصغر من بين عشرة أطفال، وهي تنتمي إلى عائلة سياسية معروفة. والدها هو عبد السلام كرمان، وهو محام وسياسي بارز، وقد عمل كوزير للشؤون القانونية واستقال لاحقًا وفي حكومة علي عبد الله صالح. شقيقتها توكل كرمان هي أول امرأة عربية تحصل على جائزة نوبل للسلام.  عزباء

## مسار وظيفي
بدأت صفاء تتطوع مع مختلف المنظمات غير حكومية. ونظمت صفاء نقاشات اجتماعية وسياسية بين مواطنين يمنيين واليمنيين مع الزوار الدوليين. نظرا لدراستها الحقوق تم انتخابها كنائبة لرئيس اللجنة القانونية والدستورية في مجلس شورى الشباب (وهي هيئة موازية لمجلس الأعيان). عملت صفاء أيضًا كمدرس ومشرف للغة الإنجليزية لمدة عامين (2008-2010) , بعد ذلك انضمت صفاء إلى شبكة الجزيرة في الدوحة، قطر. وهي المؤسس المشارك وعضو مجلس إدارة منظمة «مبادرة كن إنسان» (وتسميتها الأصلية بالإنجليزية: Be A Human Initiative)، وهي منظمة غير حكومية في اليمن تقدم العلاج النفسي والدعم للمدنيين في منطقة الحرب الذين يعانون من الحرب واضطرابات ما بعد الصدمة المرتبطة بالنزاع (PTSD).

## تعليم
صفاء كرمان هي مواطنة يمنية تتخرج من كلية الحقوق بجامعة هارفارد وتحمل درجتي ماجستير من جامعتي هارفارد وأكسفورد. حصلت على درجة الماجستير في القانون من كلية الحقوق بجامعة هارفارد في مايو 2018 وهي أول درجة قانون تمنحها جامعة هارفارد لمواطن يمني[بحاجة لمصدر]، حصلت على درجة الماجستير في السياسة العامة في 3 نوفمبر 2018 من جامعة أكسفورد. في عام 2009 حصلت صفاء على شهادتها الجامعية الأولى في القانون والشريعة من جامعة صنعاء في اليمن. تخرجت من مدرسة أروى الثانوية.